# شوفان فارغ
الشوفان البري أو خرطال فتوا أو الخافور أو الزُمَّيْر نوع من الأعشاب النجيلية في جنس الشوفان. موطنه أُرَسية ولكنه استُقدِم إلى معظم المناطق المعتدلة الأخرى في العالم. توطَّن في بعض المناطق ويعتبر من الحشائش الضارة في مناطق أخرى.

## معرض الصور

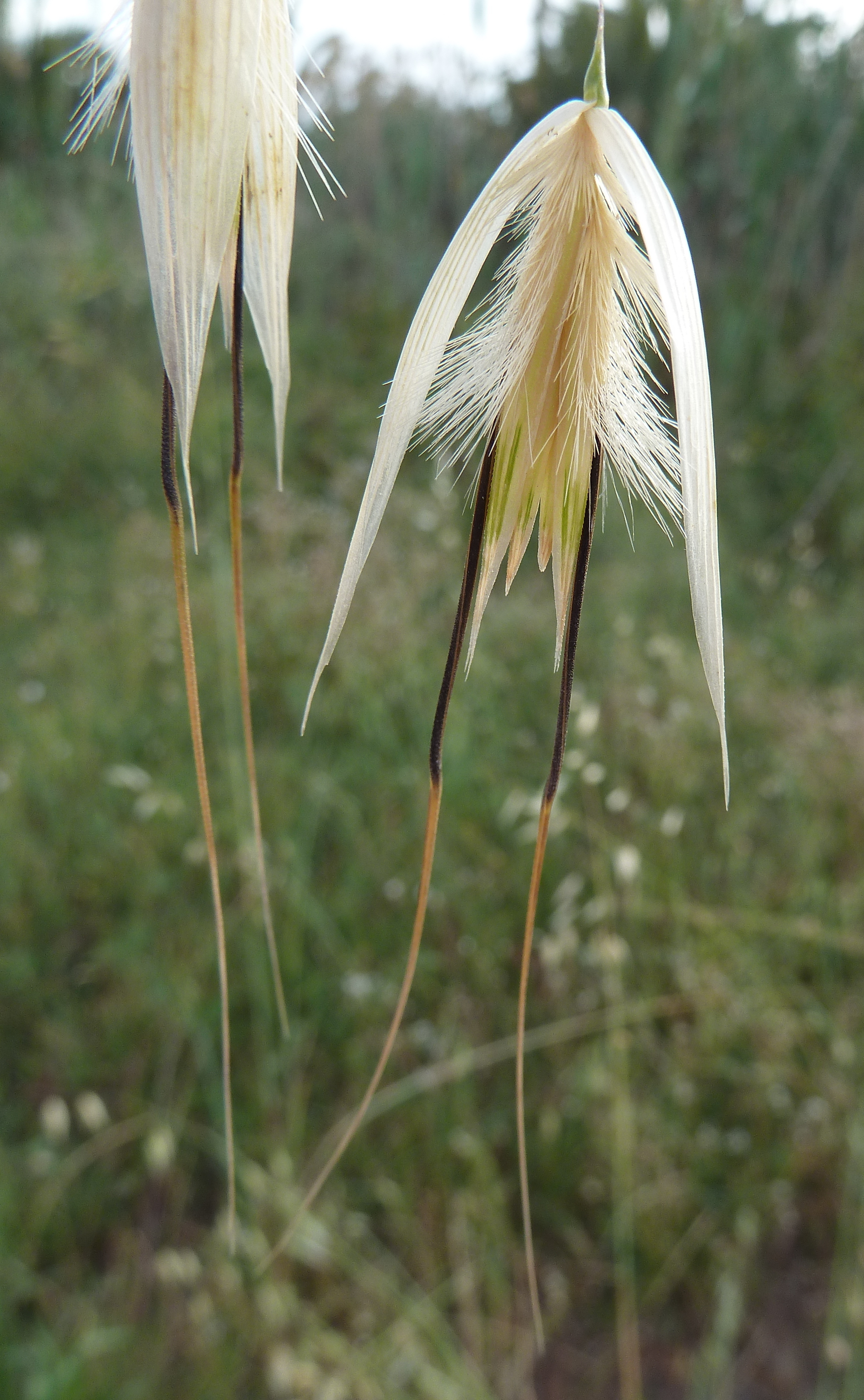
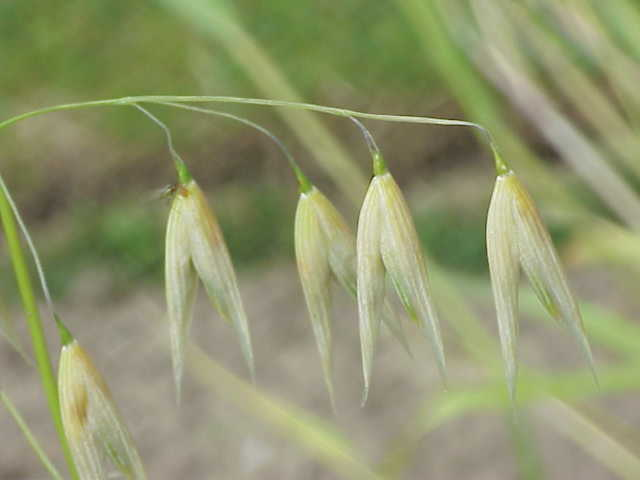
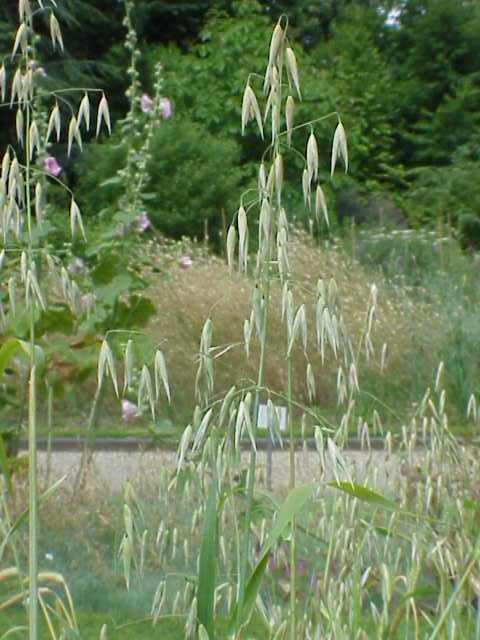